# 韦尔霍夫斯科耶农村居民点 (塔尔诺加区)
韦尔霍夫斯科耶农村居民点（俄语：Верховское сельское поселение）是俄罗斯联邦沃洛格达州塔尔诺加区所属的一个农村居民点。其下辖有50个居民点，行政中心为韦尔霍夫斯基波戈斯特。据2015年统计，该农村居民点的人口为575人。